# Runar
Runar  è un nome proprio di persona norvegese maschile.

## Varianti in altre lingue
- Islandese: Rúnar[1]

## Origine e diffusione
Si tratta probabilmente di un nome creato in epoca moderna, assente nell'onomastica norrena antica, popolare soprattutto in Norvegia a partire dagli anni 1950. È composto dagli elementi norreni rún ("runa", "segreto", "storia segreta") e arr ("guerriero", oppure un semplice suffisso maschile), entrambi ben attestati nei nomi scandinavi: il primo si ritrova anche in Gudrun, Heidrun, Sigrun e Rune, il secondo è presente in Einar, Hjalmar, Ingvar, Ivar e Ottar.

## Onomastico
Il nome è adespota, cioè non è portato da alcun santo, quindi l'onomastico ricade il 1º novembre ad Ognissanti.

## Persone
- Runar Berg, calciatore norvegese
- Runar Espejord, calciatore norvegese
- Runar Normann, calciatore norvegese

### Variante Rúnar
- Rúnar Kristinsson, calciatore e allenatore di calcio islandese
- Rúnar Alex Rúnarsson, calciatore islandese
- Rúnar Páll Sigmundsson, calciatore e allenatore di calcio islandese
- Rúnar Már Sigurjónsson, calciatore islandese